# Hans Ooft
Marius Johan Ooft, właśc. Hans Ooft (ur. 27 czerwca 1947) – holenderski piłkarz.

## Kariera piłkarska
Od 1964 do 1970 roku występował w klubie Feyenoord.

## Kariera trenerska
Po zakończeniu piłkarskiej kariery pracował jako trener w Mazda, Reprezentacja Japonii w piłce nożnej mężczyzn, Júbilo Iwata, Kyoto Purple Sanga i Urawa Red Diamonds.